# Groß Ammensleben
Groß Ammensleben is een plaats in de Duitse gemeente Niedere Börde, deelstaat Saksen-Anhalt, en telt 1.375 inwoners (2007).